# Похований рельєф
Похований рельєф (рос. погребённый рельеф, англ. buried relief, buried topography,нім. begrabenes Relief n) – рельєф, перекритий товщею пізніших осадових або вулканогенних відкладів. Якщо форма рельєфу складена твердими г а покривні відклади пухкі, то цей рельєф може бути препарований денудацією з утворенням нового “відкопаного” рельєфу. Син. – викопний рельєф.